# صداقت (روزنامه)
صداقت نام یکی از مطبوعات استان فارس در دوران پهلوی اول است.
این روزنامه از سال ۱۳۰۵ خورشیدی به وسیله علی صداقت، در شیراز به چاپ رسیده است.